# Rosenstraße (Weißenburg)
Die Rosenstraße ist eine Straße innerhalb der denkmalgeschützten Altstadt von Weißenburg in Bayern, einer Großen Kreisstadt im mittelfränkischen Landkreis Weißenburg-Gunzenhausen.

## Verlauf
Die Rosenstraße beginnt am Platz Am Hof, nahe dem Alten Rathaus und dem Schweppermannsbrunnen. Nach rund 80 Metern mündet die Postgasse in die Rosenstraße ein. Nach insgesamt rund 110 Metern endet die Rosenstraße am Martin-Luther-Platz, nahe der Stadtkirche St. Andreas und der Alten Lateinschule. Der Andreasturm ist auf die Rosenstraße und die dahinterliegende Luitpoldstraße ausgerichtet.

## Bauwerke in der Rosenstraße
Bürger- und Fachwerkhäuser im gotischen und barocken Stil säumen die Straße. Zu den denkmalgeschützten Bauwerken an der Straße gehören:
- Rosenstraße 1 und 3: Blaues Haus aus dem 18. Jahrhundert, Apothekenmuseum Weißenburg im Kellergewölbe
- Rosenstraße 10: Haus an der Rosenstraße 10, 1365/1355, viertältestes Bürgerhaus von Weißenburg
- Rosenstraße 16: Haus an der Rosenstraße 16, 1564
- Rosenstraße 18: Haus an der Rosenstraße 18, 1396, fünfältestes Bürgerhaus  von Weißenburg